# Yuri Sharov
Yuri Dmitríyevich Sharov –en ruso, Юрий Дмитриевич Шаров– (22 de abril de 1939-12 de diciembre de 2021) fue un deportista soviético que compitió en esgrima, especialista en la modalidad de florete.

## Carrera deportiva
Comenzó a nadar en su niñez. En 1953 se dedicó a la esgrima en la Escuela Deportiva Infantil y Juvenil-2. Ganó el campeonato juvenil de la URSS (1955). Posteriormente se graduó en el Instituto de Cultura Física de Smolensk (1962).
Jugó en el Club Deportivo "Burevestnik" (Saratov). Fue Maestro meritorio del deporte desde 1964. Fue miembro de la selección nacional de la URSS (1963-1972).
Participó en dos Juegos Olímpicos de Verano en los años 1964 y 1968, obteniendo dos medallas, oro en Tokio 1964 y plata en México 1968. Ganó cuatro medallas en el Campeonato Mundial de Esgrima entre los años 1963 y 1969.

## Palmarés internacional
| Juegos Olímpicos   | Juegos Olímpicos          | Juegos Olímpicos | Juegos Olímpicos    |
| Año                | Lugar                     | Medalla          | Prueba              |
| ------------------ | ------------------------- | ---------------- | ------------------- |
| 1964               | Tokio (Japón)             | Medalla de oro   | Florete por equipos |
| 1968               | Ciudad de México (México) | Medalla de plata | Florete por equipos |
| Campeonato Mundial |                           |                  |                     |
| Año                | Lugar                     | Medalla          | Prueba              |
| 1963               | Danzig (Polonia)          | Medalla de oro   | Florete por equipos |
| 1966               | Moscú (URSS)              | Medalla de oro   | Florete por equipos |
| 1967               | Montreal (Canadá)         | Medalla de plata | Florete por equipos |
| 1969               | La Habana (Cuba)          | Medalla de oro   | Florete por equipos |